# Tsubasa Honda
Tsubasa Honda (jap. 本田 翼 Honda Tsubasa; ur. 27 czerwca 1992 w Tokio) – japońska aktorka i modelka. Pracowała jako ekskluzywna modelka m.in. dla Seventeen i non-no.

## Życiorys
Honda urodziła się 27 czerwca 1992 roku w Tokio. Jej debiut w modelingu miał miejsce w 2004 roku, we wczesnych latach kariery była częścią agencji modelek Splash. W wieku 13 lat podczas spaceru po Shibuyi i Harajuku podeszło do niej jednego dnia siedmiu scoutów z agencji Stardust Promotion, a gdy odmówiła jednemu z nich, podchodził kolejny, po czym zdecydowała się do nich dołączyć. W 2006 roku zadebiutowała jako ekskluzywna modelka w magazynie o modzie Seventeen, który rozsławił m.in. Mirei Kiritani i Suzu Hirose.
Po pracy jako modelka zadebiutowała w dramie „Shima Shima” w 2011 roku i zagrała swoją pierwszą główną rolę w filmie „Fashion Story - Model” w 2012 roku. W styczniu 2010 roku została ekskluzywną modelką magazynu non-no, dla którego pracowała do 2018 roku. W lipcu 2015 roku zagrała swoją pierwszą główną rolę w dramie „Koinaka”.
2 lipca 2020 roku zadebiutowała jako jedna z gospodarzy programu rozrywkowego „Nakai Daisuke to Honda Tsubasa to Tonayona Rabuko-san” (中居大輔と本田翼と夜な夜なラブ子さん). Jednak w dniu pierwszego nagrania Honda trafiła do szpitala z ostrym zapaleniem wyrostka robaczkowego, a program rozpoczął się pod jej nieobecność. W marcu 2024 roku ogłosiła wprowadzenie na rynek marki kosmetyków „By ttt”.

## Wybrana filmografia

### Dramy
| Rok  | Tytuł | Rola                          | Stacja telewizyjna | Uwagi                             |
| ---- | --- | ----------------------------- | ------------------ | --------------------------------- |
| 2011 | Shima Shima (シマシマ)                                                                                        | Dziewczyna ze szkoły średniej | TBS                | Odc. 5                            |
| 2012 | GTO: Remake (GTO 2012)                                                                                        | Urumi Kanzaki                 | Kansai TV          |                                   |
| 2012 | Piece (ピース)                                                                                                | Mizuho Suga                   | NTV                | Główna rola                       |
| 2013 | Gozen 3-ji no Muhōchitai (午前3時の無法地帯)                                                                  | Momoko Nanase                 | BeeTV              | Główna rola                       |
| 2013 | Vampire Heaven (ヴァンパイア・ヘヴン)                                                                         | Komachi                       | TV Tokyo           | Główna rola                       |
| 2013 | Shomuni Season 4 (ショムニ 4)                                                                                 | Shiori Maruyama               | Fuji TV            | Główna rola, sezon 4              |
| 2013 | Andô Lloyd: A.I. Knows Love? (安堂ロイド〜A.I. knows LOVE?〜)                                                 | Sapuri                        | TBS                |                                   |
| 2015 | Koinaka (恋仲)                                                                                                | Akari Serizawa                | Fuji TV            | Główna rola                       |
| 2016 | Jimi ni Sugoi! Koetsu Garu Kono Etsuko (地味にスゴイ! 校閲ガール・河野悦子)                                   | Toyoko Morio                  | NTV                |                                   |
| 2017 | Wanitokagegisu (わにとかげぎす)                                                                               | Azusa Hada                    | TBS                | Główna rola                       |
| 2017 | Chase (チェイス)                                                                                              | Mai Aizawa                    | Amazon Prime       | Główna rola                       |
| 2018 | Chase 2 (チェイス第2章)                                                                                       | Mai Aizawa                    | Amazon Prime       | Główna rola, sezon 2              |
| 2018 | Zettai Reido 3 (絶対零度〜未然犯罪潜入捜査〜 Season3)                                                         | Yui Odagiri                   | Fuji TV            | Sezon 3                           |
| 2018 | Tegami (東野圭吾 手紙)                                                                                        | Yumiko Shiraishi              | TV Tokyo           | Główna rola, jednoodcinkowa drama |
| 2019 | Yuube wa Otanoshimi Deshita ne (ゆうべはお楽しみでしたね)                                                     | Miyako Okamoto                | MBS, TBS           | Główna rola                       |
| 2019 | Radiation House (ラジエーションハウス〜放射線科の診断レポート〜)                                              | An Amakasu                    | Fuji TV            | Główna rola                       |
| 2019 | Radiation House Special (ラジエーションハウス 「特別編」〜旅立ち〜)                                           | An Amakasu                    | Fuji TV            | Jednoodcinkowa drama              |
| 2019 | Chito: Sagishi No Minasan Gochui Kudasai (チート～詐欺師の皆さん、ご注意ください～)                           | Saki Hoshino / Momo Kisaragi  | NTV, ytv           | Główna rola                       |
| 2020 | Zettai Reido 4 (絶対零度～未然犯罪潜入捜査～ Season4)                                                         | Yui Odagiri                   | Fuji TV            | Sezon 4                           |
| 2020 | Zettai Reido Afterstory (絶対零度～未然犯罪潜入捜査～AFTERSTORY)                                              | Yui Odagiri                   | Fuji TV            | Jednoodcinkowa drama              |
| 2020 | Remote de Korosareru (リモートで殺される)                                                                     | Eri Nojima                    | NTV                | Główna rola, jednoodcinkowa drama |
| 2021 | App de Koi Suru 20 no Joken (アプリで恋する20の条件)                                                          | Taeko Kase                    | Hulu, NTV          | Główna rola, jednoodcinkowa drama |
| 2021 | Uso Kara Hajimaru Koi (嘘から始まる恋)                                                                        | Riko Kasai                    | NTV                | Główna rola, jednoodcinkowa drama |
| 2021 | Tokai no Tomu & Soya Bokura no Toride (都会のトム＆ソーヤ ぼくらの砦)                                         | Reia Washio                   | AbemaTV            |                                   |
| 2021 | Gosh!! Police Dog Oliver and His Handler's Bizarre Case Files (オリバーな犬、(Gosh!!)このヤロウ)              | Yukina Kakizaki               | NHK                |                                   |
| 2021 | Radiation House 2 (ラジエーションハウスII～放射線科の診断レポート～)                                          | An Amakasu                    | Fuji TV            | Sezon 2                           |
| 2021 | Radiation House 2 Special (ラジエーションハウスII 特別編)                                                     | An Amakasu                    | Fuji TV            | Główna rola, jednoodcinkowa drama |
| 2022 | Gosh!! Police Dog Oliver and His Handler's Bizarre Case Files 2 (オリバーな犬、(Gosh!!)このヤロウ2)           | Yukina Kakizaki               | NHK                | Sezon 2                           |
| 2022 | I Will Be Your Bloom (君の花になる)                                                                           | Asuka Nakamachi               | TBS                | Główna rola                       |
| 2023 | Six-Second Path: The Melancholy of Fireworks Master Seitaro Mochizuki (6秒間の軌跡～花火師・望月星太郎の憂鬱) | Hikari Mizumori               | TV Asahi           |                                   |
| 2024 | Six-Second Path Season 2 (6秒間の軌跡 花火師・望月星太郎の2番目の憂鬱)                                        | Hikari Mizumori               | TV Asahi           | Sezon 2                           |
| 2024 | Blue Moment (ブルーモーメント)                                                                                | Akari Sonobe                  | Fuji TV            |                                   |

### Filmy
| Rok  | Tytuł | Rola             | Uwagi       |
| ---- | --- | ---------------- | ----------- |
| 2012 | Fashion Story - Model | Hinako           | Główna rola |
| 2013 | Enoshima Prism (江ノ島プリズム) | Michiru Ando     | Główna rola |
| 2013 | It All Began When I Met You (すべては君に逢えたから)                                                                                              | Natsumi Otomo    | Główna rola |
| 2014 | Nishino Yukihiko no koi to bouken (ニシノユキヒコの恋と冒険)                                                                                      | Kanoko           | Główna rola |
| 2014 | Ścieżki młodości (アオハライド) | Futaba Yoshioka  | Główna rola |
| 2015 | Terminal (起終点駅 ターミナル) | Atsuko           | Główna rola |
| 2016 | Night's Tightrope (少女) | Yuki Sakurai     | Główna rola |
| 2016 | The Mole Song: Hong Kong Capriccio (土竜の唄 香港狂騒曲)                                                                                          | Karen Todoroki   |             |
| 2017 | Fullmetal Alchemist (鋼の錬金術師) | Winry Rockbell   | Główna rola |
| 2018 | Tonight, at the Movies (今夜、ロマンス劇場で) | Toko Naruse      |             |
| 2019 | Aircraft Carrier Ibuki (空母いぶき) | Yuko Honda       |             |
| 2019 | Dziennikarka (新聞記者) | Natsumi Sugihara |             |
| 2019 | Tenki no ko (天気の子) | Natsumi          | Głos        |
| 2020 | Gekijouban Himitsu x Senshi Phantomirage ~Eiga ni Natte Chodai Shimasu~ (劇場版 ひみつ×戦士 ファントミラージュ! 〜映画になってちょーだいします〜) | Kumachii         | Głos        |
| 2021 | Tom and Sawyer in the City (都会のトム&ソーヤ) | Reia Washio      |             |
| 2022 | Radiation House (劇場版ラジエーションハウス) | An Amakasu       | Główna rola |
| 2022 | Fullmetal Alchemist: The Revenge of Scar (鋼の錬金術師 完結編 復讐者スカー)                                                                       | Winry Rockbell   | Główna rola |
| 2022 | Fullmetal Alchemist: The Final Alchemy (鋼の錬金術師 完結編 最後の錬成)                                                                           | Winry Rockbell   | Główna rola |
| 2025 | Kimi no Hana ni Naru (君の花になる) | Asuka Nakamachi  | Główna rola |

## Nagrody i nominacje
| Rok  | Ceremonia           | Kategoria                            | Nominowany                                            | Rezultat | Przy.  |
| ---- | ------------------- | ------------------------------------ | ----------------------------------------------------- | -------- | ------ |
| 2019 | Japan Action Awards | Nagroda dla Najlepszej Aktorki Akcji | Zettai Reido 3 (絶対零度〜未然犯罪潜入捜査〜 Season3) | Wygrana  | [ 13 ] |